# Li Kenong
Li Kenong en chino simplificado, 李克农 ; (Anhui, 1899-1962) fue un general y político chino, uno de los creadores del aparato de seguridad e inteligencia tanto del Partido Comunista de China como del Ejército Popular de Liberación. En particular, trabajó como director del Departamento Central de Investigación, viceministro de Relaciones Exteriores y fue galardonado con el rango de general en 1955.

## Comienzos
Nacido en la provincia de Chaohu, Anhui. En 1899 durante la época de la dinastía Qing. Se convirtió en editor adjunto del Anqing Guomin Shibao (Diario Nacional del Pueblo) en 1926, ingresando al Partido Comunista de China (PCCh) en 1927. En este mismo período, Li se convirtió en un líder de propaganda local del Partido Nacionalista Chino ( KMT ) en la misma localidad, y realizó la coordinación local para la Expedición del Norte. Después de la ruptura del PCCh con el KMT en abril de 1927, Li viajó a Shanghái en 1928 para hacer trabajos periodísticos para los comunistas en los periódicos Tieshenche Bao y Laobaixing Bao.

## Agente secreto de Zhou Enlai

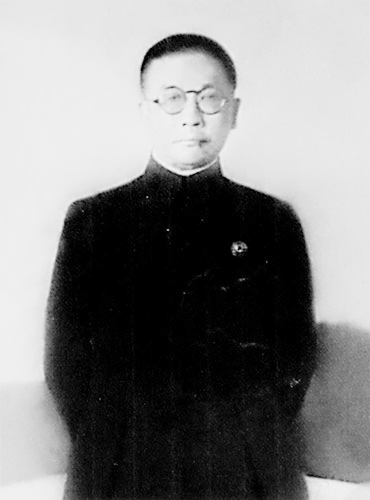
Li en Shanghái

Li fue uno de los primeros agentes de Zhou Enlai, por medio de la agencia de inteligencia comunista, llamada "Teke". Junto con sus compañeros agentes Qian Zhuangfei y Hu Di, Zhou solía referirse a Li como uno de "los tres trabajadores de inteligencia más distinguidos del Partido". Bajo la dirección de Zhou, Li se unió a la policía secreta del KMT como un topo a fines de 1929. Li pronto fue puesto a cargo de investigar las actividades comunistas y se le proporcionó información seleccionada sobre las actividades de los partidos hostiles al KMT. La información proporcionada a Li fue cuidadosamente controlada por Zhou Enlai. Li también informó a Zhou sobre los planes de Chiang Kai-shek.
A partir de 1929, bajo la orden directa de Zhou Enlai, Li Kenong usó un nombre falso, Li Zetian, cuando trabajaba dentro del KMT en Shanghái. El trabajo de Li dentro del KMT se especializó en comunicaciones por radio y criptografía. Li se destacó en su trabajo y fue ascendido a jefe de sección en Shanghai. A lo largo de su carrera como topo comunista, Li se esmeró en transmitir toda la información de interés al partido comunista.
A fines de abril de 1931, Gu Shunzhang, el asistente principal de Zhou en asuntos de seguridad, fue arrestado en Wuhan. Después de su captura, Gu fue sometido a fuertes torturas. Gu tenía fuertes conexiones con la mafia de Shanghái y tenía convicciones comunistas. Para salvarse, Gu informó al KMT sobre las organizaciones encubiertas del PCCh en Wuhan, lo que llevó a la policía a arrestar y ejecutar a más de diez comunistas importantes en la ciudad. Luego, Gu informó a sus captores que solo informaría al KMT sobre las actividades del PCCh en Shanghái si podía dar la información directamente a Chiang Kai-shek. La transferencia de dos días de Gu a Shanghái le dio a la inteligencia del PCCh dos días para rescatar a la mayoría de sus agentes.

## Segunda guerra sino-japonesa
Tras el estallido de la segunda guerra sino-japonesa en 1937, Li fue nombrado como jefe de las oficinas del Octavo Ejército de Ruta en Shanghái, Nankín y Guilin . También se convirtió en Secretario de la Oficina de Yangtze del Comité Central del PCCh. Después de que la relación entre el PCCh y el KMT empeoró tras el Incidente del Nuevo Cuarto Ejército de 1941, se ordenó a las delegaciones comunistas en las regiones controladas por los nacionalistas que regresaran a Yan'an . Li Kenong enfrentó la difícil tarea de llevar todos los documentos importantes y la inteligencia reunida a una base comunista sin que los documentos fueran confiscados por la policía secreta del Kuomintang. Li logró esto con éxito al dejar que su equipo viajara con un convoy militar del KMT en el camino. Li viajó personalmente en el mismo automóvil utilizado por el comandante del ejército nacionalista y completó el viaje sin ninguna baja. Después de su exitoso regreso a Yan'an, Li se convirtió en el director adjunto del Departamento Central de Asuntos Sociales del PCCh, bajo Kang Sheng. En 1942 se convirtió en subdirector del Departamento Central de Inteligencia del PCCh, cuyo personal y liderazgo se superponían parcialmente con los de la CDSA. Una de las tareas principales de Li y sus compañeros oficiales de inteligencia era hacer negocios con los señores de la guerra locales, de modo que pudieran obtenerse los suministros necesarios en las zonas de retaguardia comunista, especialmente medicinas.

## Guerra civil china
En 1945, Li fue puesto a cargo de la oficina de la delegación del PCCh en Beiping (más tarde conocido como Beijing), y fue designado al mismo tiempo jefe del Departamento de Inteligencia de la Comisión Militar Central y Director Adjunto de la CDSA, bajo Kang Sheng. En 1947, Li se convirtió en miembro de la Comisión de retaguardia del Comité Central.
Durante la guerra civil china, Li Kenong continuó encargándose personalmente de decodificar la inteligencia. Los agentes bajo la dirección de Li lograron un gran éxito al plantar topos dentro de las numerosas fuerzas y agencias del KMT. Debido al trabajo de Li, los mensajes del KMT fueron descifrados y leídos por los comandantes comunistas, a veces antes de ser enviados a los comandantes del ejército del KMT en el campo de batalla.
El 9 de agosto de 1949, la CDSA fue abolida formalmente: después del establecimiento de la República Popular China el 1 de octubre de 1949, el trabajo de seguridad interna y contrainteligencia interna de la CDSA fue asignado al Ministerio de Seguridad Pública, encabezado por el general Luo Ruiqing. Li Kenong continuó sirviendo como jefe de un aparato de inteligencia político y militar reconstituido, siguiendo las instrucciones de Mao que indicaban que "Li Kenong se ocupará de los negocios de Li Kenong". Li se convirtió en Secretario de la Comisión de Inteligencia del Comité Central, Viceministro de Relaciones Exteriores y Director del Departamento General de Inteligencia.

## Muerte
Li sufrió un derrame cerebral que lo dejó muy débil en octubre de 1959. Li Kenong murió el 9 de febrero de 1962.